# 1147 год
1147 (ты́сяча сто со́рок седьмо́й) год  по юлианскому календарю — невисокосный год, начинающийся в среду. Это 1147 год нашей эры, 7‑й год 5‑го десятилетия XII века 2‑го тысячелетия, 8‑й год 1140‑х годов. Он закончился 878 лет назад.
| Пн | Вт | Ср | Чт | Пт | Сб | Вс |
|    |    | 1  | 2  | 3  | 4  | 5  |
| 6  | 7  | 8  | 9  | 10 | 11 | 12 |
| 13 | 14 | 15 | 16 | 17 | 18 | 19 |
| 20 | 21 | 22 | 23 | 24 | 25 | 26 |
| 27 | 28 | 29 | 30 | 31 |    |    |

| Пн | Вт | Ср | Чт | Пт | Сб | Вс |
|    |    |    |    |    | 1  | 2  |
| 3  | 4  | 5  | 6  | 7  | 8  | 9  |
| 10 | 11 | 12 | 13 | 14 | 15 | 16 |
| 17 | 18 | 19 | 20 | 21 | 22 | 23 |
| 24 | 25 | 26 | 27 | 28 |    |    |

| Пн | Вт | Ср | Чт | Пт | Сб | Вс |
|    |    |    |    |    | 1  | 2  |
| 3  | 4  | 5  | 6  | 7  | 8  | 9  |
| 10 | 11 | 12 | 13 | 14 | 15 | 16 |
| 17 | 18 | 19 | 20 | 21 | 22 | 23 |
| 24 | 25 | 26 | 27 | 28 | 29 | 30 |
| 31 |    |    |    |    |    |    |

| Пн | Вт | Ср | Чт | Пт | Сб | Вс |
|    | 1  | 2  | 3  | 4  | 5  | 6  |
| 7  | 8  | 9  | 10 | 11 | 12 | 13 |
| 14 | 15 | 16 | 17 | 18 | 19 | 20 |
| 21 | 22 | 23 | 24 | 25 | 26 | 27 |
| 28 | 29 | 30 |    |    |    |    |

| Пн | Вт | Ср | Чт | Пт | Сб | Вс |
|    |    |    | 1  | 2  | 3  | 4  |
| 5  | 6  | 7  | 8  | 9  | 10 | 11 |
| 12 | 13 | 14 | 15 | 16 | 17 | 18 |
| 19 | 20 | 21 | 22 | 23 | 24 | 25 |
| 26 | 27 | 28 | 29 | 30 | 31 |    |

| Пн | Вт | Ср | Чт | Пт | Сб | Вс |
|    |    |    |    |    |    | 1  |
| 2  | 3  | 4  | 5  | 6  | 7  | 8  |
| 9  | 10 | 11 | 12 | 13 | 14 | 15 |
| 16 | 17 | 18 | 19 | 20 | 21 | 22 |
| 23 | 24 | 25 | 26 | 27 | 28 | 29 |
| 30 |    |    |    |    |    |    |

| Пн | Вт | Ср | Чт | Пт | Сб | Вс |
|    | 1  | 2  | 3  | 4  | 5  | 6  |
| 7  | 8  | 9  | 10 | 11 | 12 | 13 |
| 14 | 15 | 16 | 17 | 18 | 19 | 20 |
| 21 | 22 | 23 | 24 | 25 | 26 | 27 |
| 28 | 29 | 30 | 31 |    |    |    |

| Пн | Вт | Ср | Чт | Пт | Сб | Вс |
|    |    |    |    | 1  | 2  | 3  |
| 4  | 5  | 6  | 7  | 8  | 9  | 10 |
| 11 | 12 | 13 | 14 | 15 | 16 | 17 |
| 18 | 19 | 20 | 21 | 22 | 23 | 24 |
| 25 | 26 | 27 | 28 | 29 | 30 | 31 |

| Пн | Вт | Ср | Чт | Пт | Сб | Вс |
| 1  | 2  | 3  | 4  | 5  | 6  | 7  |
| 8  | 9  | 10 | 11 | 12 | 13 | 14 |
| 15 | 16 | 17 | 18 | 19 | 20 | 21 |
| 22 | 23 | 24 | 25 | 26 | 27 | 28 |
| 29 | 30 |    |    |    |    |    |

| Пн | Вт | Ср | Чт | Пт | Сб | Вс |
|    |    | 1  | 2  | 3  | 4  | 5  |
| 6  | 7  | 8  | 9  | 10 | 11 | 12 |
| 13 | 14 | 15 | 16 | 17 | 18 | 19 |
| 20 | 21 | 22 | 23 | 24 | 25 | 26 |
| 27 | 28 | 29 | 30 | 31 |    |    |

| Пн | Вт | Ср | Чт | Пт | Сб | Вс |
|    |    |    |    |    | 1  | 2  |
| 3  | 4  | 5  | 6  | 7  | 8  | 9  |
| 10 | 11 | 12 | 13 | 14 | 15 | 16 |
| 17 | 18 | 19 | 20 | 21 | 22 | 23 |
| 24 | 25 | 26 | 27 | 28 | 29 | 30 |

| Пн | Вт | Ср | Чт | Пт | Сб | Вс |
| 1  | 2  | 3  | 4  | 5  | 6  | 7  |
| 8  | 9  | 10 | 11 | 12 | 13 | 14 |
| 15 | 16 | 17 | 18 | 19 | 20 | 21 |
| 22 | 23 | 24 | 25 | 26 | 27 | 28 |
| 29 | 30 | 31 |    |    |    |    |

## События

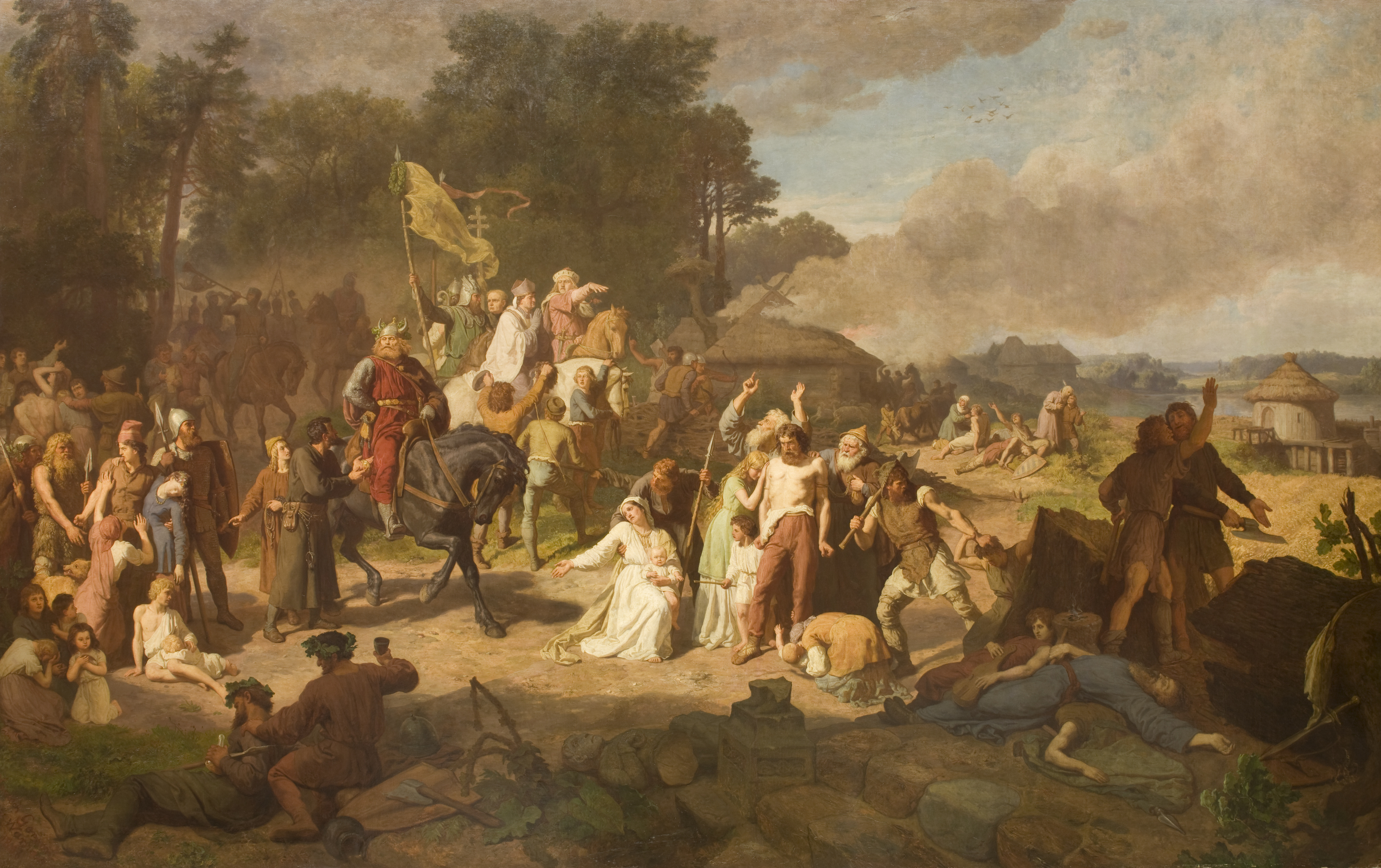
Крестовый поход против славян

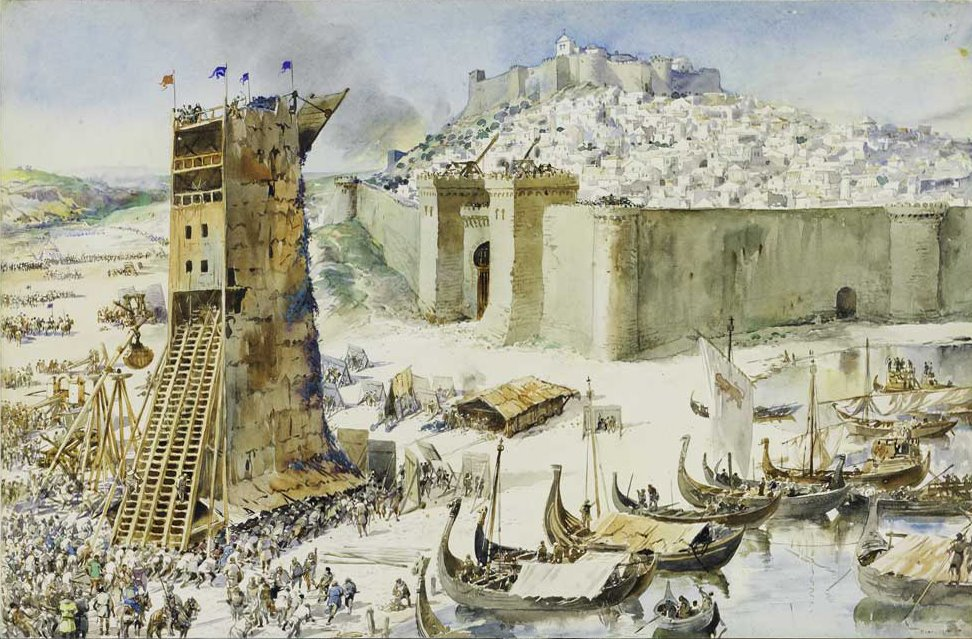
Штурм Лиссабона крестоносцами в 1147 году

- 1135—1154 — гражданская война в Англии. Длительный феодальный конфликт в Англо-нормандском государстве, вызванный борьбой за престол после смерти короля Генриха I[1].
- 1147—1149 — захват арагонцами Лериды и Тортосы.
- 1147—1172 — Мурсийский эмират (четвёртый раз).
- 1147—1149 — начался Второй крестовый поход (рыцари из Франции (король Людовик VII) и Германии (император Конрад III)). Они получили поддержку Мануила Комнина[2]:
  - Май — сбор немецких крестоносцев под Нюрнбергом.
  - Конрад III и немецкие крестоносцы покидают Регенсбург.
  - Крестоносцы прошли через земли Византии. Мануил Комнин в общем стремился вредить им.
  - 1 июля—25 октября — осада Лиссабона в ходе которого объединенное войско крестоносцев и португальцев под командованием Афонсу Энрикеша захватило Лиссабон, принадлежавший державе Альмохадов[3].
  - Лето — битва при Босре[4].
  - 25 октября — битва при Дорилее: Сельджуки побеждают немецких крестоносцев Конрада III[5].
  - 24 декабря — битва при Эфесе. Сражение между армией крестоносцев во главе с королём Людовиком VII и войсками сельджуков Конийского султаната[6].
  - Декабрь — битва у реки Меандр[6].

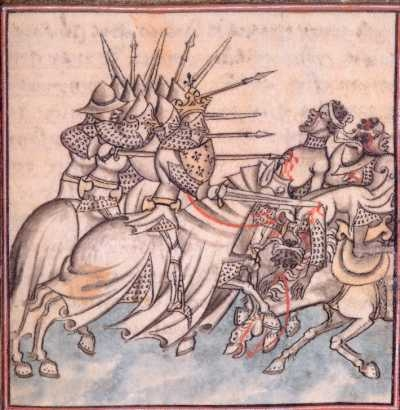
Битва при Дорилее (1147) во время второго крестового похода

- Апрель — Абд аль-Мумин уничтожает Империю Альморавидов после захвата Марракеша и убийства последнего эмира Исхака ибн Али.
- Июль—октябрь — осада Альмерии леонцами и их союзниками[7].
- Вендский крестовый поход. Представлял собой поход европейских (саксонских, датских и польских) войск против вендов, проживавших на территории между Эльбой, Траве и Одером[8].
- Взятие португальцами Сантарена.
- Адмиральский генерал Беррас ибн Мохаммад аль-Масуфи завоёвывает Севилью.
- Присоединение Валенсии и Тортосы к Мурсии.
- Взятие кастильцами Альмерии.
- Генрих Лев требует вернуть ему Баварию и, получив отказ, начинает неудачную войну с императором Конрадом III.
- Первый Крестовый поход герцогов Генриха Льва и Альбрехта Медведя против ободритов и лютичей в Восточную Европу во главе с князем Никлотом. К походу присоединился датский король Свейн III и претендент на престол Кнуд V, ряд германских и польских феодалов[9].
  - Папа Римский Евгений III буллой "Divini dispensatione" приравнивает участие в этом походе к участию в походе на Святую землю[9].
- Восстание в Риме. Изгнание папы Евгения III из Рима Арнольдом Брешианским (ок.1100-1155). Папа Евгений едет во Францию, где организует новый крестовый поход. Проповеди Бернара Клервоского (1090—1153).
- Мануил Комнин в союзе с Венецией начинает войну против короля Сицилии Роджера II. Норманны захватили Корфу, разграбили Коринф и Фивы, опустошили Эвбею.
- Сицилийское королевство берёт под контроль Габес.
- Мирный договор между чжурчжэньской империей Цзинь и объединением монгольских племён.[10]
- Первое упоминание об Осло.

## Русь
Правление: 1146—1154 — Изяслав Мстиславич
- 1146—1154 — междоусобная война на Руси[11].
- 1146—1147 — Киевское восстание против передачи власти Всеволодом Ольговичем брату Игорю Ольговичу[12].
- Начало года — Андрей Юрьевич Боголюбский вместе со старшим братом Ростиславом Юрьевичем идёт на Рязанскую землю против рязанского князя Ростислава Ярославича, который был вынужден бежать к половцам[13].
- 5 января — тяжело больного Игоря Ольговича освободили из заточения и он принял постриг в монахи переяславским епископом Евфимием[14].
- 16 января — Изяслав Давидович выступает к Карачеву в погоню за Святославом Ольговичем и здесь терпит сокрушительное поражение[15].
- Весна — ростово-суздальский князь Юрий Долгорукий разоряет Новгородские волости, захватывает Новый Торг (Торжок) и разоряет земли по реке Мста (впадает в озеро Ильмень)[16][17].
- 4 апреля — первое упоминание Москвы в Ипатьевской летописи[16].
- Святослав Ольгович с сыном Олегом Святославичем и племянником Владимиром Святославичем, во время своих походов против Давидовичей, встречался в Москве с Юрием Долгоруким по его приглашению (4-5 апреля, а также, вероятно, 28 июля — 01 августа)[16][18].
- 27 июля 1147 — 1149  — на киевскую митрополичью кафедру первый раз возведён собором русских епископов по инициативе киевского князя Изяслава Мстиславича — Климент Смолятич. Решение Изяслава Мстиславича было продиктовано, с одной стороны, тем, что уехавший в 1145 году в Византию митрополит Киевский Михаил II, так и не вернулся в Киев, а с другой – неурядицами в самом Константинопольском патриархате. Согласно Ипатьевской летописи, на соборе 1147 года присутствовали 5 епископов (Онофрий Черниговский, Феодор Белгородский, Евфимий Переяславский, Дамиан Юрьевский, Феодор Владимиро-Волынский). По данным Лаврентьевской летописи, Рогожского летописца и ряда других летописей – 6 (к 5 названным в этом случае, вероятно, следует добавить либо Иоакима Туровского, либо Косму Полоцкого). Ряд иерархов Русской церкви (Нифонт Новгородский, Мануил Смоленский) выразили несогласие с поставлением Климента Смолятича без санкции патриарха Константинопольского. Выступая против греческого влияния на Русскую церковь, Климент Смолятич рядом посланий светским и духовным владыкам пытался преодолеть наметившийся после его поставления церковный раскол и привлечь к себе новых сторонников[19].
- Ростислав Мстиславич с другими князьями выступил против постановления киевским митрополитом Климента Смолятича собором русских епископов без санкции патриарха Константинопольского[20].
- Великий князь Киевский Изяслав Мстиславич заключил мир с половцами у Воиня[21].
- Князь Святослав Ольгович, узнав об убийстве в Киеве брата Игоря, совместно с Изяславом Давыдовичем, племянником Святославом Всеволодовичем и Глебом Юрьевичем с половцами, вторгся в Переяславское княжество, где взял город Попаш[22].
- Смоленский князь Ростислав Мстиславич, двигаясь на помощь брату Киевскому князю Изяславу Мстиславичу, пожег и попленил города Любеч и другие (в источнике не названы), принадлежавшие Ольговичам[22].
- Изяслав Мстиславич замышляет поход на Суздаль против Юрия Долгорукова, хотя киевляне и отговаривали его. Князь собирает войско и выступает на соединение со своими союзниками Давыдовичами. Полученное известие о том, что черниговские князья вступили в союз с его врагом Святославом Ольговичем, вынуждают Изяслава поменять планы и начать военные действия в Черниговской земле[16].
- Великий князь Киевский Изяслав Мстиславич, соединившись с Ростиславом Мстиславичем, совершил поход на Черниговское княжество, где "взял на щит" (т.е. разграбил) город Всеволож. Население городов Бохмач, Уненеж (у В. Н. Татищева Утень), Белая Вежа, "и инии гради мнози"[23], узнав о разграблении Всеволожа бежало в Чернигов. Брошенные жителями города Изяслав Мстиславич сжёг[24][25].
- Начало осени — Игорь Ольгович, находящийся в темнице, по выздоровлении был переведён в Киев в монастырь Святого Фёдора, где он уже принимает схиму[26].
- 19 сентября — на киевском вече, посол Изяслава Мстиславича, выступившего в поход против Святослава Ольговича, сообщил киевлянам об измене Давидовичей и Святослава Всеволодовича, целовавших крест Святославу Ольговичу и пославших своих представителей к ростово-суздальскому князю Юрию Владимировичу Долгорукому, а также об их намерении убить киевского князя или захватить его в плен. В ответ киевляне заявили о готовности поддержать Изяслава Мстиславича и приняли решение убить Игоря Ольговича. Выведенный из Фёдоровского монастыря, он подвергся издевательствам. Несмотря на попытки остававшегося в Киеве Владимира Мстиславича защитить Игоря Ольговича от расправы, он был убит на «Ярославле дворе», а над его трупом надругались[14].
- Осень — Мстислав Изяславич, находясь в Курске узнаёт о наступлении на город Святослава Ольговича и Глеба Юрьевича и был вынужден покинуть город из-за отказа курян биться с Глебом, как с потомком Владимира Мономаха. Мстислав уезжает из Курска к отцу, который направляет его в Переяславль-Русский[27].
- 1147—1148 — Глеб Юрьевич становится курским князем. В этом же году он впервые упоминается в летописях, когда отправлен отцом Юрием Долгоруким на помощь новгород-северскому князю Святославу Ольговичу присоедивнившесь к нему в Дивногорске[28][28].
- Курский князь Глеб Юрьевич с половцами, по указанию Ольговичей и Давыдовичей, без сопротивления взял город Брагин, принадлежавший Великому князю Киевскому Изяславу Мстиславичу (согласно другому источнику Брагин "повоевали дружины Ольговича и Давыдовича с половци"[29] ), после чего безуспешно попытался завладеть Переславлем[30].
- 1146—1147 — Изяслав Давидович при поддержке занявшего киевский престол Изяслава Мстиславича и Владимира Давидовича вели борьбу против новгород-северского князя Святослава Ольговича. Эта борьба завершилась поражением Давидовичей и предательством ими Изяслава Мстиславича[31].
- 1146—1147 — Изяслав Давидович в составе коалиции Черниговский князей Святославичей боролся против киевского князя[31].
- Изяслав Мстиславич и Ростислав Мстиславич разделили "сферы влияния". Изяслав должен был бороться с черниговскими князьями на юге, а его брат Ростислав сдерживать Юрия Долгорукова на севере силами смолян при поддержке своих союзников и новгородцев[32].
- Князь Изяслав Давидович, вероятно, в 1147 году овладел городом Стародуб[31].
- Конец года — Глеб Юрьевич благодаря успешным военным действиям князей вернул под контроль Курское Посемье, где вокняжился зимой (1147-1148) и сумел занять так же Городец-Остерский принадлежащий Изяславу Мстиславичу. Изяслав пытался договориться с Глебом, но тот ответил отказом и нападает на Переяславль-Русский[28][33].
- Мстислав Изяславич разбивает напавших на Переяславль-Русский войско Глеба Юрьевича[27].
- Зима 1147/1148 — Изяслав Мстиславич подступает к Городцу и осаждает его в течение трёх дней. Глеб Юрьевич был вынужден подчиниться Изяславу, однако после его ухода заявляет, что целовал крест по принуждению[33].
- Официальная дата основания Вологды (время основания дискуссионно). Дата заимствована из "Повести о чудесах" преподобного Герасима Вологодского (2-я треть XVII века) (см. 1264 год)[34].
- Первое упоминание города Брагин в Ипатьевской летописи[35].
- Первое упоминание в Ипатьевской летописи городов: Бахмач[25], Всеволож[36] (сейчас село Сиволож), Воробиина[37] (сейчас село Воробейня), Добряньск (сов. Брянск. см. 985 год)[38], Мценск (возникло в XI веке, как укреплённое поселение вятичей)[39], Белёв[40].

## Начало правления
См.также: Список глав государств в 1147 году
- 1147—1152, 1167—1168 — герцог Швабии Фридрих III Барбаросса.
- 1147—1162 — епископом севера Исландии назначен Бьёрн Гильссон.

## Родились
См. также: Категория:Родившиеся в 1147 году
- 9 мая — Минамото-но Ёритомо, основатель сёгуната Камакура

## Скончались
См. также: Категория:Умершие в 1147 году

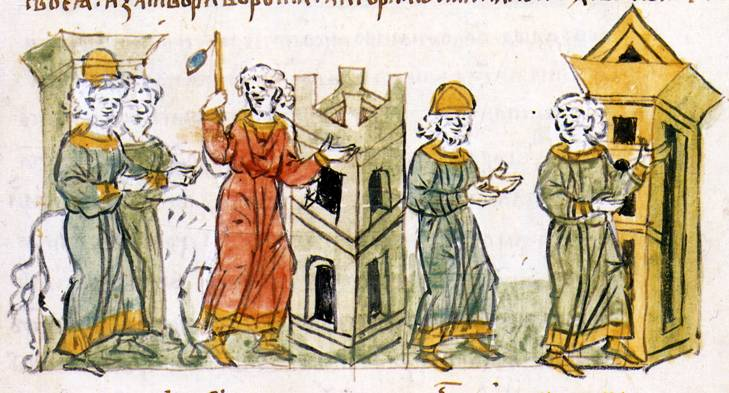
Убийство Игоря Ольговича. Радзивилловская летопись

- 3 августа — Антоний Римлянин, преподобный Русской церкви, основатель новгородского Антониева монастыря.
- Фридрих II (герцог Швабии).
- Константин Микульчич.
- Исхак ибн Али.
- Игорь Ольгович — великий князь киевский.
- Иван Юрьевич — князь курский[33].